# IC 1586
IC 1586 ist eine kompakte Zwerggalaxie vom Hubble-Typ C im Sternbild Andromeda am Nordsternhimmel. Sie ist schätzungsweise 266 Millionen Lichtjahre von der Milchstraße entfernt und hat einen Durchmesser von etwa 20.000 Lj.
Im selben Himmelsareal befinden sich u. a. die Galaxien IC 1583 und IC 1585.
Das Objekt wurde am 23. November 1897 von Stéphane Javelle entdeckt.